# Аккудук (Росія)
Аккуду́к (рос. Аккудук) — селище у складі Домбаровського району Оренбурзької області, Росія.

## Населення
Населення — 59 осіб (2010; 186 у 2002).
Національний склад (станом на 2002 рік):
- казахи — 99 %